# Helft mir! Letzter Ausweg Jugendamt
Helft mir! Letzter Ausweg Jugendamt ist eine Scripted-Reality-Fernsehsendung des deutschen Fernsehsenders SAT.1. Das Sendeformat wurde ab dem 8. April 2013 werktags  ab 14:00 gezeigt.

## Inhalt und Beschreibung
Die Sendung porträtiert den Alltag von Jugendamtsmitarbeitern.
In nacherzählten Fällen wird geschildert, wie das Jugendamt Teenagern und deren Familien helfen kann. Mit der zwischendurch eingespielten Werbung dauert die einzelne Episode etwa 60 Minuten.

## Das Team
Als Regisseure sind jeweils David Strickling und Joris Hermans tätig.
Mit in der Produktion sind Joachim von Bülow, Benjamin Hänisch, Jerry Davis, Christine Pfennig, Niklas Schulz, Hendrik Schulz und Benjamin Angeloni.
Bei diversen Folgen war Hajo Gies für den Schnitt verantwortlich.

## Staffeln
| Ausstrahlungsinfos der Sendung auf dem Free-TV Privatsender SAT.1 | Staffel | Episoden | Sendezeitraum                         | Sendeplatz                 |
| ----------------------------------------------------------------- | ------- | -------- | ------------------------------------- | -------------------------- |
| Deutschland                                                       | 1       | 10       | 8. April 2013 bis 8. Juli 2013        | Montag bis Freitag, 14 Uhr |
| Deutschland                                                       | 2       | 522      | 2. Januar 2014 bis 12. Dezember 2014  | Montag bis Freitag, 14 Uhr |
| Deutschland                                                       | 3       | 60       | 3. Januar 2015 bis 15. September 2015 | Montag bis Freitag, 14 Uhr |